# Jessica Hynes

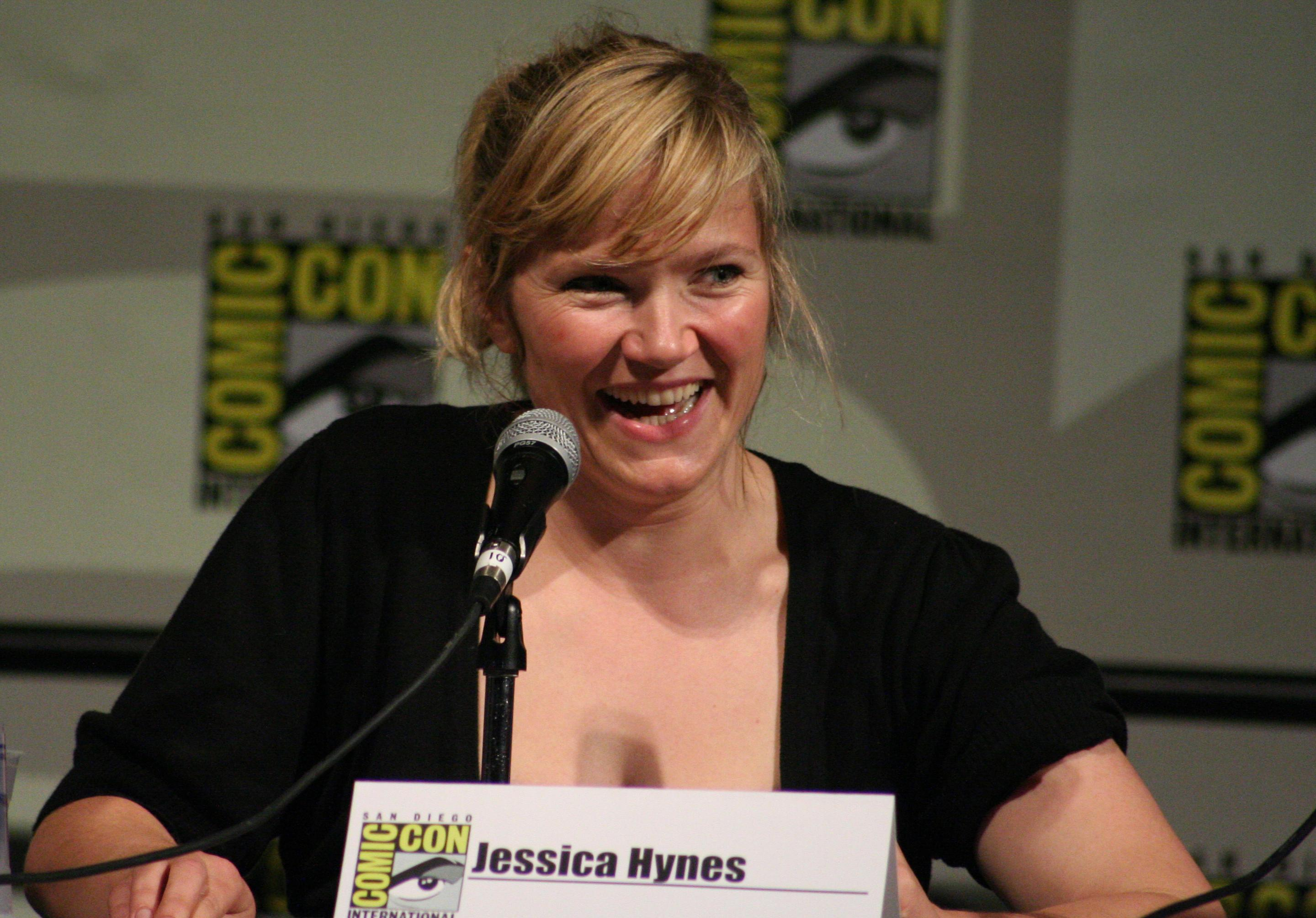
Hynes auf der Comic-Con 2008 in San Diego

Jessica Hynes (* 30. Oktober 1972 in Lewisham, London als Jessica Stevenson) ist eine britische Schauspielerin und Drehbuchautorin.

## Leben und Leistungen
Hynes wuchs in Brighton auf. Sie begann als Teenager ihre Mitarbeit am National Youth Theatre. Mit Erreichen der Volljährigkeit zog sie nach London, wo sie in einigen Theaterstücken auftrat. Ihre erste Filmrolle erhielt sie an der Seite von Robert Sean Leonard und Christian Bale im Musikdrama Swing Kids aus dem Jahr 1993.
1996 spielte Hynes in der Fernsehserie Asylum, für die sie auch das Drehbuch mitschrieb. Von 1999 bis 2001 trat sie neben Simon Pegg in einer Hauptrolle in der Fernsehserie Spaced auf; gemeinsam mit Pegg schrieb sie zudem das Drehbuch. Als Darstellerin erhielt sie 1999 und 2001 den British Comedy Award. Gemeinsam mit Pegg, Edgar Wright und Nira Park wurde sie 2002 für den BAFTA TV Award nominiert. Ihre Hauptrolle in der Komödie Tomorrow La Scala! (2002) brachte ihr 2003 eine weitere Nominierung für den BAFTA TV Award und eine Nominierung für den RTS Television Award der Royal Television Society ein. Im Filmdrama Ein Song zum Verlieben (2007) spielte sie in einer größeren Rolle neben Stanley Tucci, Rhys Ifans, Hugh Bonneville und Jena Malone. Hynes schrieb das Drehbuch der Fernsehkomödie Learners (2007), in der sie in einer Hauptrolle auftrat. 2010 war sie neben Pegg in Burke & Hare von John Landis zu sehen.
Hynes spielte 2002 eine Nebenrolle im am Royal Court Theatre ausgestellten Theaterstück The Night Heron. Für diese Rolle wurde sie 2003 für den Laurence Olivier Award nominiert.
Hynes ist seit 2002 verheiratet und hat drei Kinder. Im Jahr 2007 nahm sie den Nachnamen ihres Ehemanns Adam Hynes an.

## Filmografie (Auswahl)
- 1993: Swing Kids
- 1993: Das Wunder von Macon (The Baby of Mâcon)
- 1995: Crown Prosecutor (Fernsehserie)
- 1996: Asylum (Fernsehserie)
- 1997: Inspector Barnaby (Midsomer Murders, Episode: Tod in Badger's Drift)
- 1998–2010: The Royle Family (Fernsehserie)
- 1999–2001: Spaced (Fernsehserie)
- 2000: Born Romantic – Herzensbrecher sollten tanzen können (Born Romantic)
- 2002: Tomorrow La Scala!
- 2002: Ein Kind von Traurigkeit (Pure)
- 2004: Shaun of the Dead
- 2004: Bridget Jones – Am Rande des Wahnsinns (Bridget Jones: The Edge of Reason)
- 2005: According to Bex (Fernsehserie)
- 2006: Confetti – Heirate lieber ungewöhnlich (Confetti)
- 2006: Agatha Christie’s Marple (Fernsehserie, eine Episode)
- 2007: Ein Song zum Verlieben (Four Last Songs)
- 2007: Der Sohn von Rambow (Son of Rambow)
- 2007: Magicians
- 2007: Harry Potter und der Orden des Phönix (Harry Potter and the Order of the Phoenix, Stimme)
- 2007: Learners
- 2007, 2010: Doctor Who (Fernsehserie, 3 Episoden)
- 2008: Richard Hasenfuß – Held in Chucks (Faintheart)
- 2010: Burke & Hare
- 2011: Skins – Hautnah (Fernsehserie, eine Episode)
- 2011: The Hour (Fernsehserie, eine Episode)
- 2011–2012: Twenty Twelve (Fernsehserie, 13 Episoden)
- 2013: Blandings (Fernsehserie, eine Episode)
- 2016: Bridget Jones’ Baby (Bridget Jones’s Baby)
- 2016: Hooten & the Lady (Fernsehserie)
- 2016–2017: Jack and Dean of All Trades (Fernsehserie)
- 2017: The Keith and Paddy Picture Show (Fernsehserie)
- 2014–2017: W1A (Fernsehserie)
- 2017: Paddington 2
- 2017–2018: The Crystal Maze (Fernsehserie)
- 2018: Songbird
- 2018: Hang Ups (Fernsehserie)
- 2018: The Fight
- 2018: There She Goes (Fernsehserie)
- 2018: Nativity Rocks!
- 2019: Seagull
- 2019: Years and Years (Fernsehserie)
- 2020: Der kleine Roald Dahl und die Maus (Roald & Beatrix: The Tail of the Curious Mouse, Fernsehfilm)
- 2022: The Witchfinder
- 2022: Inside No. 9 (Fernsehserie)
- 2022: Life After Life (Fernsehserie)
- 2022: Mood (Fernsehserie)
- 2023: Dreaming Whilst Black (Fernsehserie)
- 2024: Die frei erfundenen Abenteuer von Dick Turpin (Fernsehserie)
- 2024: Seize Them!
- 2024: Paddington in Peru
- 2024: The Franchise (Fernsehserie)
- 2025: Miss Austen (Miniserie)